# 博马尔谢
博马尔谢（法語：Beaumarchés，法語發音：[bomaʁʃe]）是法国热尔省的一个市镇，属于米朗德区。

## 地理
博马尔谢（43°35'9"N, 0°5'23"E）面积32.47 平方千米，位于法国奧克西塔尼大區热尔省，该省份为法国西南部内陆省份，北起顺时针与洛特-加龙省、塔恩-加龙省、上加龙省、上比利牛斯省、大西洋比利牛斯省和朗德省接壤。
与博马尔谢接壤的市镇（或旧市镇、城区）包括：库卢梅蒙代巴、库尔蒂、瑞亚克、拉德韦兹里维耶尔、拉瑟拉德、卢斯利奇、普莱桑斯、圣奥尼朗格罗、图尔丹。

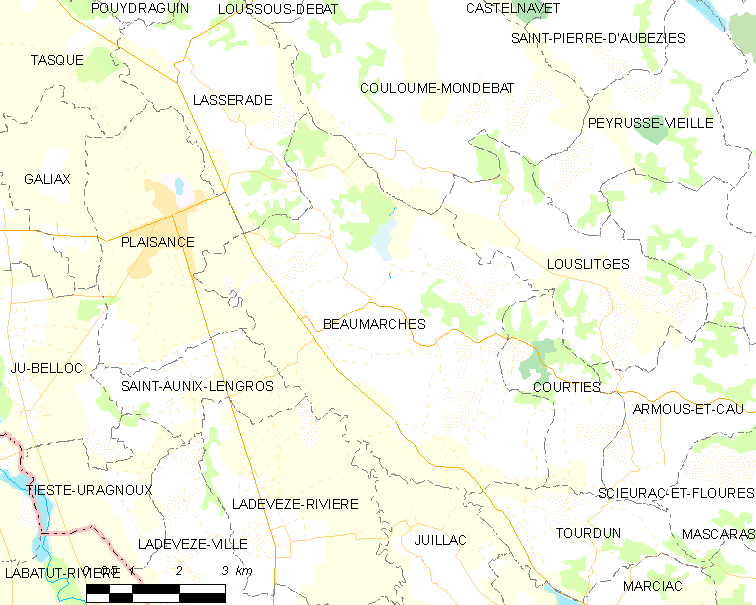
博马尔谢的OSM定位图

博马尔谢的时区为UTC+01:00、UTC+02:00（夏令时）。

## 行政
博马尔谢的邮政编码为32160，INSEE市镇编码为32036。

## 政治
博马尔谢所属的省级选区为帕尔迪亚克-下河县。

## 人口

1962-2008年间博马尔谢人口变化图示

博马尔谢于2022年1月1日时的人口数量为679人。